# Eliminatórias da Copa do Mundo FIFA de 2026 – CAF (Grupo E)
Esta página apresenta os resultados das partidas do Grupo E das eliminatórias africanas (CAF) para a Copa do Mundo FIFA de 2026.
O vencedor do grupo se classificará diretamente para a Copa do Mundo, e o segundo colocado poderá disputar o play-off para avançar a repescagem.

## Classificação
| Pos | Equipe   | Pts | J | V | E | D | GP | GC | SG  | Classificado               |     |       |       |        |       |       |       |
| --- | -------- | --- | - | - | - | - | -- | -- | --- | -------------------------- | --- | ----- | ----- | ------ | ----- | ----- | ----- |
| 1   | Marrocos | 12  | 4 | 4 | 0 | 0 | 12 | 2  | +10 | Copa do Mundo FIFA de 2026 |     | —     | set   | 24 mar | 2–1   | Canc. | Canc. |
| 2   | Níger    | 6   | 4 | 2 | 0 | 2 | 6  | 4  | +2  | Possível play-off          |     | 1–2   | —     | 0–1    | 2–1   | Canc. | Canc. |
| 3   | Tanzânia | 6   | 3 | 2 | 0 | 1 | 2  | 2  | 0   |                            |     | 0–2   | set   | —      | out   | Canc. | Canc. |
| 4   | Zâmbia   | 3   | 4 | 1 | 0 | 3 | 6  | 7  | −1  |                            | set | out   | 0–1   | —      | 4–2   | Canc. |       |
| 5   | Congo    | 0   | 3 | 0 | 0 | 3 | 2  | 13 | −11 | Suspenso                   |     | 0–6   | 0–3   | Canc.  | Canc. | —     | Canc. |
| 6   | Eritreia | 0   | 0 | 0 | 0 | 0 | 0  | 0  | 0   | Retirou-se                 |     | Canc. | Canc. | Canc.  | Canc. | Canc. | —     |

1. ↑  O Congo foi suspenso em 6 de fevereiro de 2025 devido à interferência do governo nas operações da FECOFOOT.[3][4] Embora nenhum anúncio sobre seu status no torneio tenha sido divulgado, a CAF cancelou suas partidas restantes.[5]
2. ↑  O Níger foi declarado como vencedor da partida por 3–0 por desistência depois que o Congo se recusou a viajar para a República Democrática do Congo, depois que o seu estádio regular foi considerado não apto a receber a partida.[6]
3. ↑  A Eritreia desistiu antes das primeiras partidas serem disputadas.[7]

## Partidas
| 16 de novembro de 2023 | Marrocos | Cancelada | Eritreia | Estádio Adrar, Agadir |
| 20:00 (UTC+1)          |          | Relatório |          |                       |

| 17 de novembro de 2023 | Zâmbia                                     | 4 – 2     | Congo                          | Estádio Levy Mwanawasa, Ndola |
| 18:00 (UTC+2)          | Daka 5', 90+2' · Banda 43' · F. Sakala 69' | Relatório | Ganvoula 13' · Bassouamina 15' | Árbitro: EGY Mahmoud El Banna |

| 18 de novembro de 2023 | Níger | 0 – 1     | Tanzânia     | Estádio de Marraquexe, Marraquexe (Marrocos) |
| 17:00 (UTC+1)          |       | Relatório | M'Mombwa 56' | Público: 178 Árbitro: ALG Lotfi Bekouassa    |

| 20 de novembro de 2023 | Eritreia | Cancelada | Congo | Estádio Adrar, Agadir (Marrocos) |
| 17:00 (UTC+1)          |          | Relatório |       |                                  |

| 21 de novembro de 2023 | Níger                   | 2 – 1     | Zâmbia   | Estádio de Marraquexe, Marraquexe (Marrocos) |
| 20:00 (UTC+1)          | Moutari 6' · Goumey 28' | Relatório | Daka 50' | Público: 200 Árbitro: LBY Abdulrazg Ahmed    |

| 21 de novembro de 2023 | Tanzânia | 0 – 2     | Marrocos                          | Estádio Nacional, Dar es Salaam           |
| 22:00 (UTC+3)          |          | Relatório | Ziyech 28' · Mwamnyeto 54' (g.c.) | Público: 60 000 Árbitro: RSA Abongile Tom |

| 6 de junho de 2024 | Congo | 0 – 3     | Níger | Estádio dos Mártires de Pentecostes, Kinshasa (República Democrática do Congo) |
| 17:00 (UTC+1)      |       | Relatório |       | Árbitro: MLI Boubou Traoré                                                     |

| 7 de junho de 2024 | Marrocos                         | 2 – 1     | Zâmbia       | Estádio Adrar, Agadir |
| 20:00 (UTC+1)      | Ziyech 6' (pen) · Ben Seghir 67' | Relatório | Chilufya 80' | Árbitro: SEN Issa Sy  |

| 11 de junho de 2024 | Zâmbia | 0 – 1     | Tanzânia     | Estádio Levy Mwanawasa, Ndola |
| 15:00 (UTC+2)       |        | Relatório | Shentembo 5' | Árbitro: MRT Abdel Bouh       |

| 11 de junho de 2024 | Congo | 0 – 6     | Marrocos                                                   | Estádio Adrar, Agadir (Marrocos)           |
| 17:00 (UTC+1)       |       | Relatório | Ounahi 8' · Riad 16' · El Kaabi 20', 39', 53' · Rahimi 62' | Público: 30 000 Árbitro: GHA Daniel Laryea |

| março de 2025 | Tanzânia | Cancelada | Congo |  |
| --:--         |          |           |       |  |

| 21 de março de 2025 | Níger       | 1 – 2     | Marrocos                        | Stade Municipal d'Oujda, Ujda (Marrocos) |
| 21:30 (UTC+0)       | Oumarou 47' | Relatório | Saibari 59' · El Khannous 90+1' | Público: 20 000 Árbitro: SOM Omar Artan  |

| março de 2025 | Congo | Cancelada | Zâmbia |  |
| --:--         |       |           |        |  |

| 25 de março de 2025 | Marrocos                      | 2 – 0     | Tanzânia | Stade Municipal d'Oujda, Ujda      |
| 21:30 (UTC+0)       | Aguerd 51' · Brahim 58' (pen) | Relatório |          | Árbitro: CHA Alhadi Allaou Mahamat |

| setembro de 2025 | Congo | Cancelada | Tanzânia |  |
| --:--            |       |           |          |  |

| setembro de 2025 | Marrocos | – | Níger |  |
| --:--            |          |   |       |  |

| setembro de 2025 | Zâmbia | – | Marrocos |  |
| --:--            |        |   |          |  |

| setembro de 2025 | Tanzânia | – | Níger |  |
| --:--            |          |   |       |  |

| outubro de 2025 | Tanzânia | – | Zâmbia |  |
| --:--           |          |   |        |  |

| outubro de 2025 | Níger | Cancelada | Congo |  |
| --:--           |       |           |       |  |

| outubro de 2025 | Zâmbia | – | Níger |  |
| --:--           |        |   |       |  |

| outubro de 2025 | Marrocos | Cancelada | Congo |  |
| --:--           |          |           |       |  |